# 木村益三
木村 益三（きむら えきぞう、1875年〈明治8年〉8月6日 - 没年不明）は、大日本帝国陸軍軍人。最終階級は陸軍少将。

## 経歴・人物
兵庫県出身。1895年（明治28年）陸軍士官学校第6期卒業。
1916年（大正5年）11月に松江連隊区司令官、1918年（大正7年）7月に陸軍歩兵大佐・歩兵第34連隊長、1920年（大正9年）4月に歩兵第76連隊長を経て、1922年（大正11年）8月に陸軍少将に昇進と同時に待命、1923年（大正12年）3月に予備役に編入した。
1947年（昭和22年）11月28日、公職追放仮指定を受けた。

## 栄典
位階
- 1895年（明治28年）11月15日 - 正八位[5]
- 1897年（明治30年）12月15日 - 従七位[6]

勲章
- 1915年（大正4年）4月24日 - 勲三等瑞宝章[7]